# Stazione di La Spezia Centrale
La stazione di La Spezia Centrale è la principale fra le quattro stazioni ferroviarie della città di La Spezia. È sita nel centro cittadino in piazza Medaglie d'Oro.

## Storia

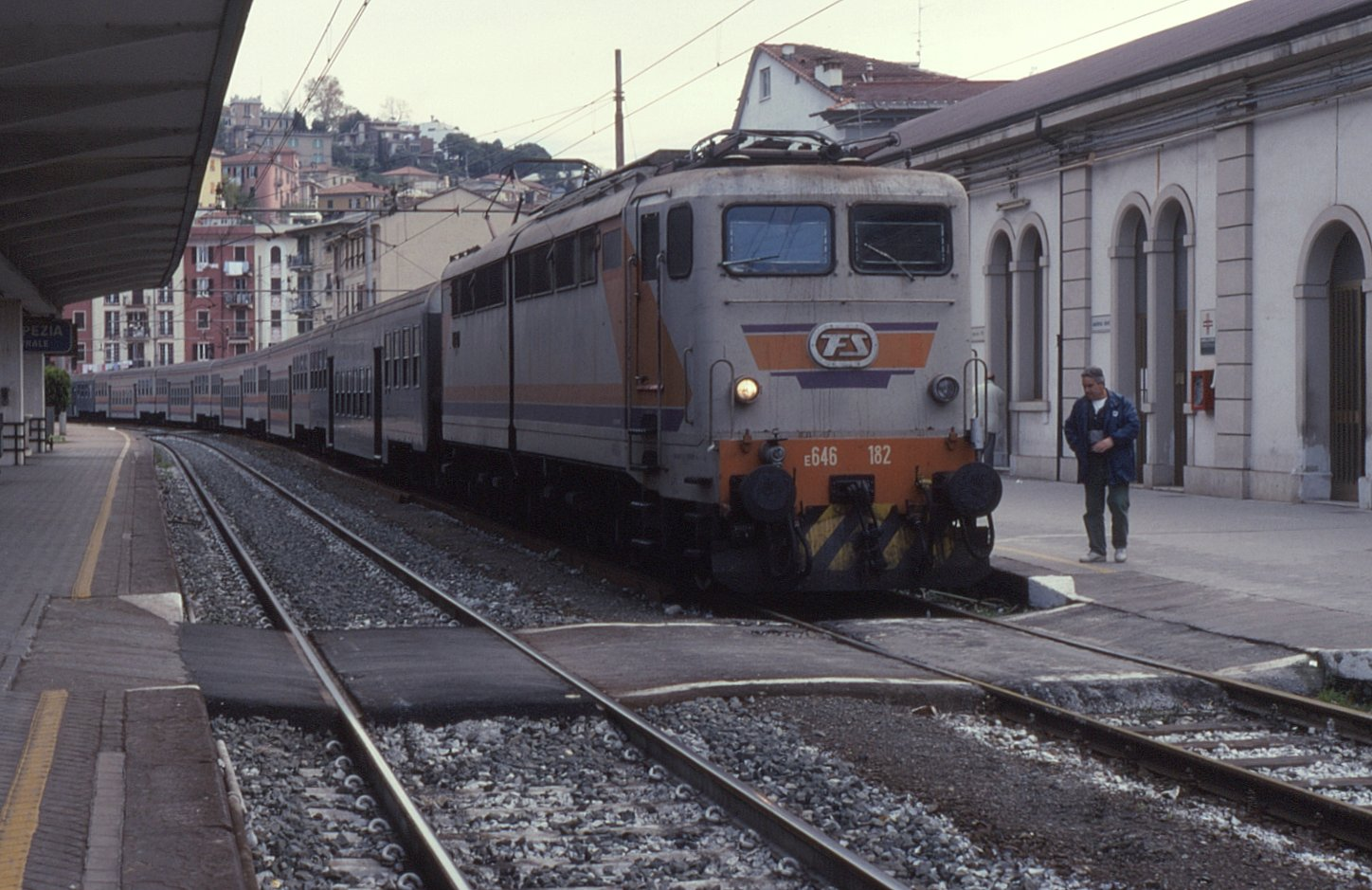
E.646.182 in testa a un regionale nel 1995

La più antica stazione della Spezia fu inaugurata in forma provvisoria il 24 ottobre 1874 nella località Valdellora, contestualmente all'apertura della tratta ferroviaria Sestri Levante-La Spezia. Fu in questo edificio che Garibaldi scese nel 1867, prigioniero dopo le vicende di Mentana.
Nel 1887 venne aperta all'esercizio la stazione definitiva, denominata "La Spezia Centrale", che fu subito destinata al servizio viaggiatori, mentre il traffico delle merci rimase nell'impianto di Valdellora, con il nome di "La Spezia Scalo". La nuova stazione ferroviaria, inserita nel piano regolatore del 1884, sorgeva a poca distanza dalle centrali piazza Brin e piazza Saint Bon e dal nuovo Quartiere Umbertino allora in costruzione.
Il 1892, grazie al raddoppio dei binari fino al casello n. 88 (futura stazione di Vezzano Ligure), vide il collegamento della stazione con la nuova ferrovia Pontremolese.
Il 21 giugno 1917 venne inaugurato un nuovo impianto di segnalamento e sicurezza tra La Spezia Centrale e La Spezia Valdellora. Nel 1926 lo scalo fu elettrificato alla tensione trifase di 3600 V, 16,6 Hz, poi convertito in corrente continua a 3000 V nel 1948.
Il raddoppio della galleria Biassa in direzione di Riomaggiore, avvenuto nel 1927, consentì la posa del doppio binario fra La Spezia e Riomaggiore, inaugurato il 7 ottobre 1934; frattanto, nel 1931 la stazione era stata abilitata al servizio merci a "piccola velocità"..
Sempre nel 1936 si ebbero importanti novità per il nodo spezzino: venne soppresso il raccordo fra La Spezia Valdellora e La Spezia Marittima, sostituito da un binario diramato dalla nuova stazione di La Spezia Migliarina, aperta all'esercizio il 21 aprile dello stesso anno.

## Strutture e impianti

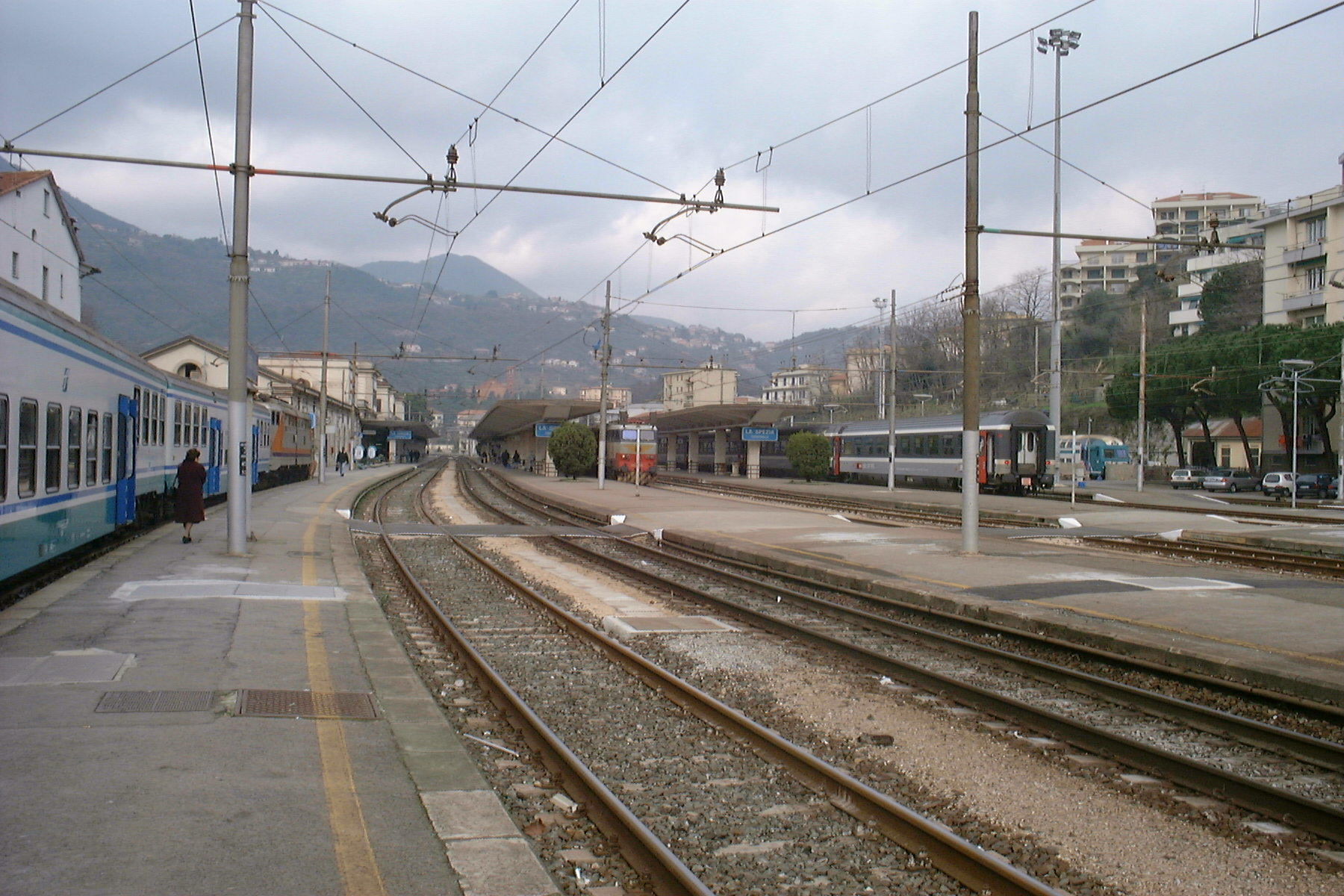
Veduta generale dal piazzale lato Pisa

Accompagnandosi alle stazioni di La Spezia Migliarina e di Ca' di Boschetti, e agli scali merci di La Spezia Marittima (situato all'interno del porto mercantile) e di La Spezia Scalo, la stazione centrale spezzina rappresenta un importante nodo della direttrice Tirrenica; la stazione è situata sulla ferrovia Genova-Pisa Tirrenica Settentrionale e rappresenta altresì il capolinea meridionale della ferrovia Pontremolese.
Gli impianti di stazione sono controllati dal Sistema di Comando e Controllo (SCC) di RFI, la società dell'infrastruttura del Gruppo Ferrovie dello Stato Italiane, che supervisiona la circolazione ferroviaria dal Posto Centrale di Pisa, per il tratto che va dalle porte di Roma (Maccarese) fino a Sestri Levante (circa 420 chilometri).
Negli edifici dell'ex Squadra Rialzo, a poche decine di metri dalla stazione, raccordato con la stessa da un breve fascio di binari, aveva sede fino al 2013 la sezione ferroviaria dell'associazione Museo Nazionale Trasporti, trasferitasi poi nelle ex rimesse di La Spezia Migliarina.
Oltre al fascio di binari passanti, utilizzati per il transito dei treni che percorrono la ferrovia Tirrenica e per sosta e ricovero di alcuni convogli regionali provenienti da Genova, e dalle destinazioni toscane, la stazione dispone di un binario tronco, posto a est del fabbricato viaggiatori, utilizzato in prevalenza per le partenze verso la ferrovia Pontremolese.
Dall'altro lato del fabbricato, presso il Bivio dell'Orgia, si diramava il raccordo ferroviario per l'Arsenale militare che lo raggiungeva in corrispondenza della "Porta ferrovia" nella località di Fabiano Basso. Un breve tratto di questo raccordo era utilizzato fino al 2019 per il ricovero di materiali in sosta ed è ora interamente utilizzato come pista ciclopedonale che collega i quartieri di Rebocco e Fabiano Basso.

### Architettura
L'edificio, in stile Umbertino, è strutturato con un corpo centrale, fiancheggiato da due lunghe ali di servizio. La facciata del corpo centrale presenta un rivestimento a bugnatura in pietra grigia alle due estremità del piano terra. Al piano superiore è una serie di finestre con timpano triangolare.
Il soffitto del salone della biglietteria è decorato da tre grandi medaglioni ad affresco del pittore Luigi Agretti che raffigurano La Spezia, il Commercio e l'Industria.

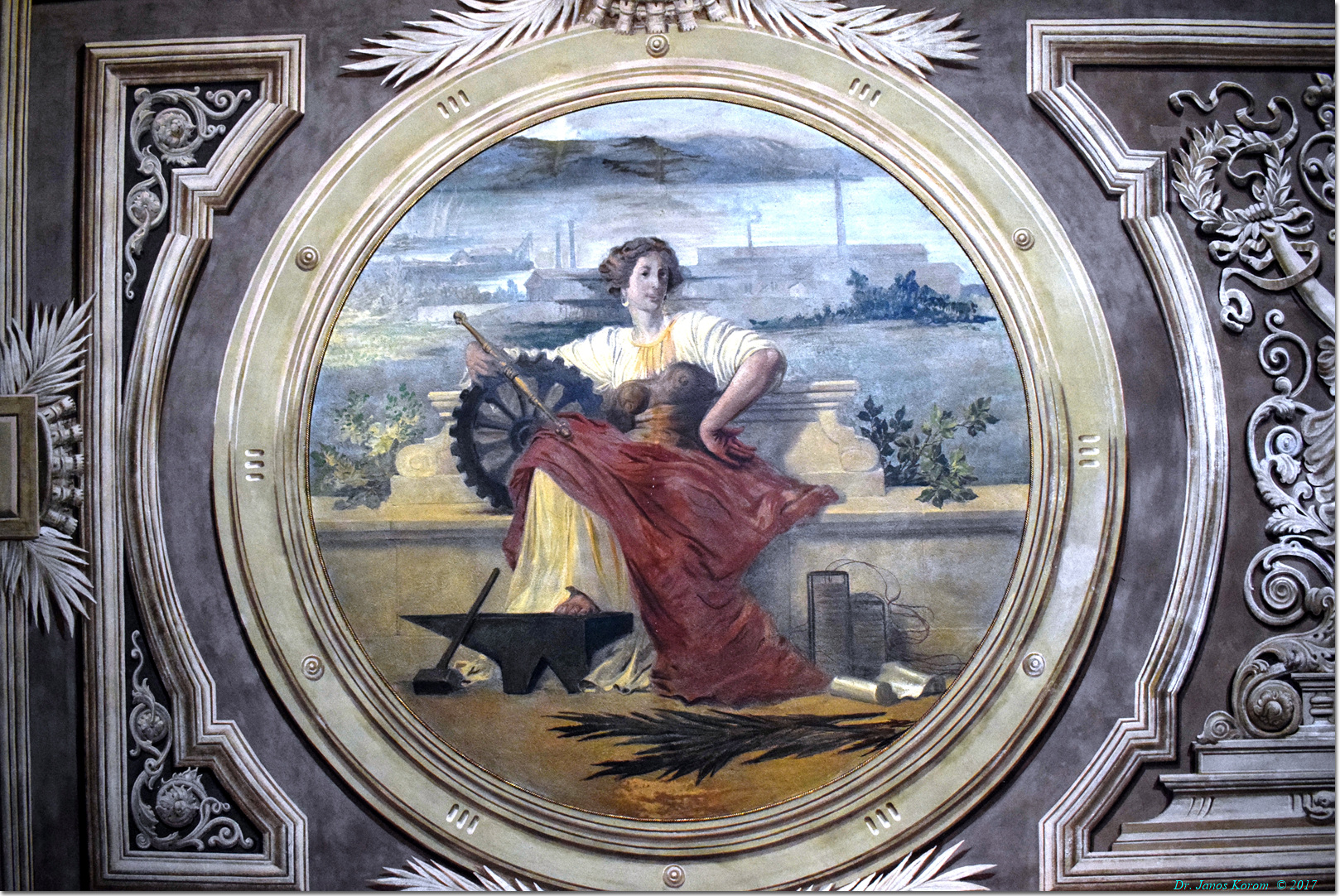
L'Industria (1887)
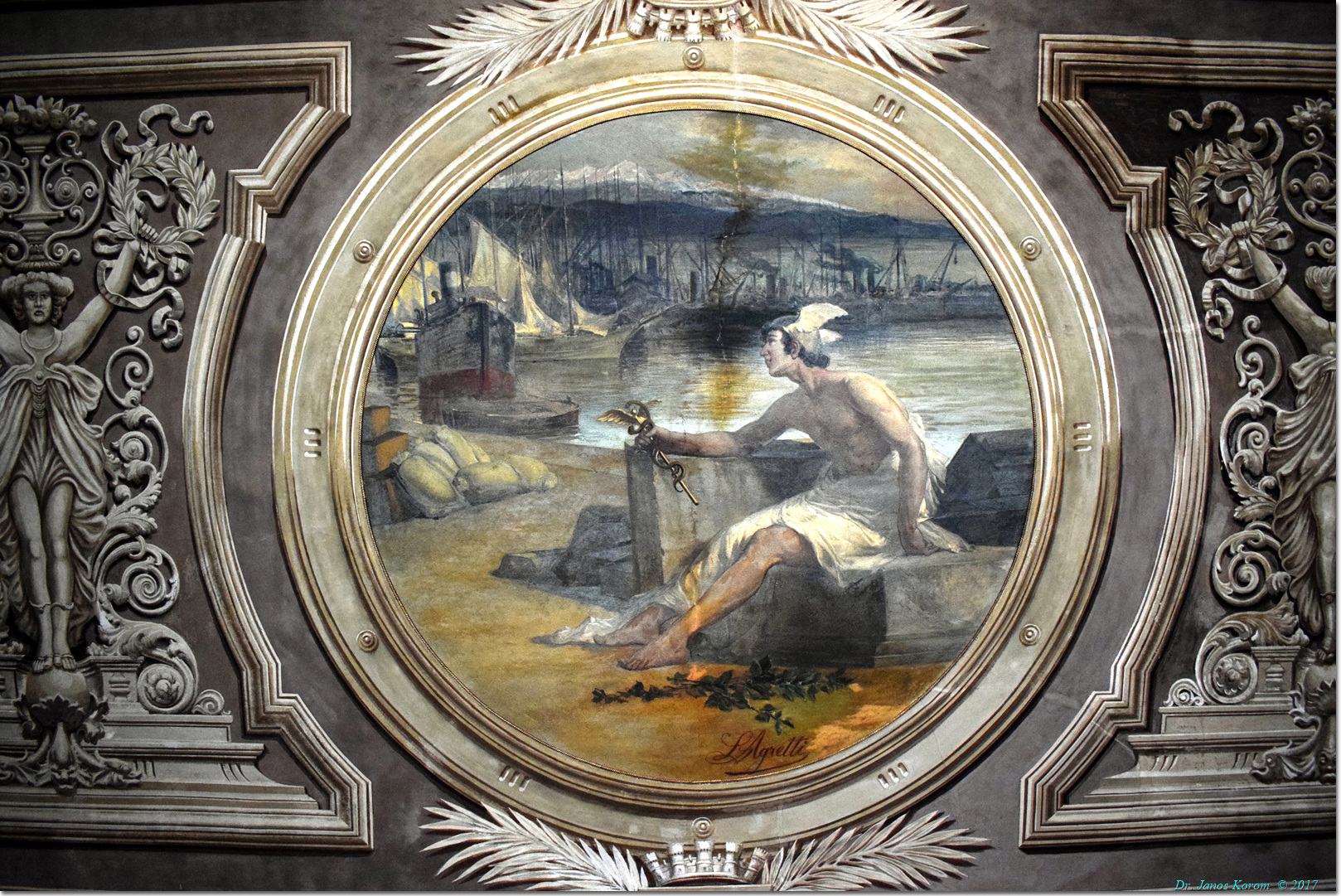
Il Commercio (1887)
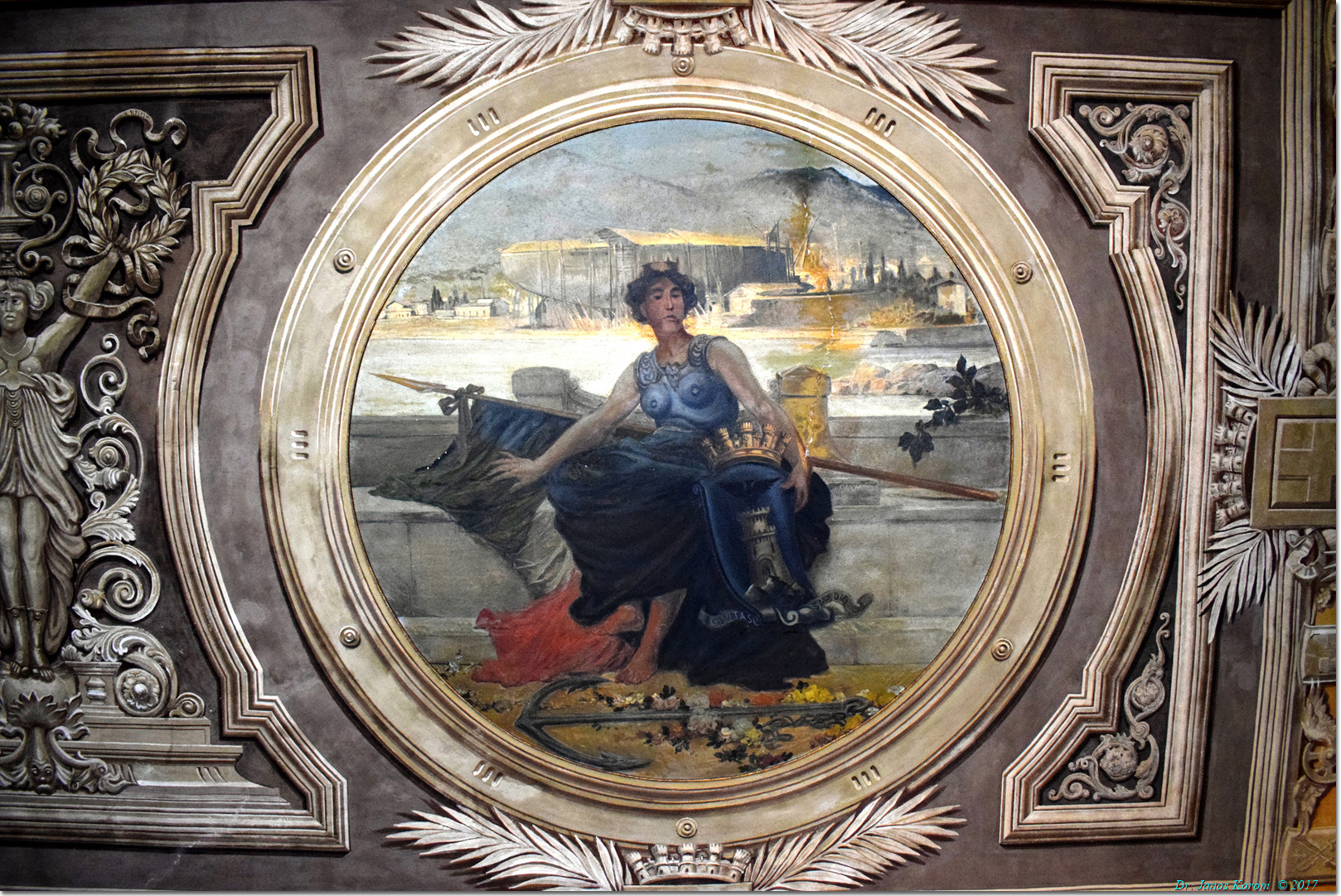
La Spezia (1887)
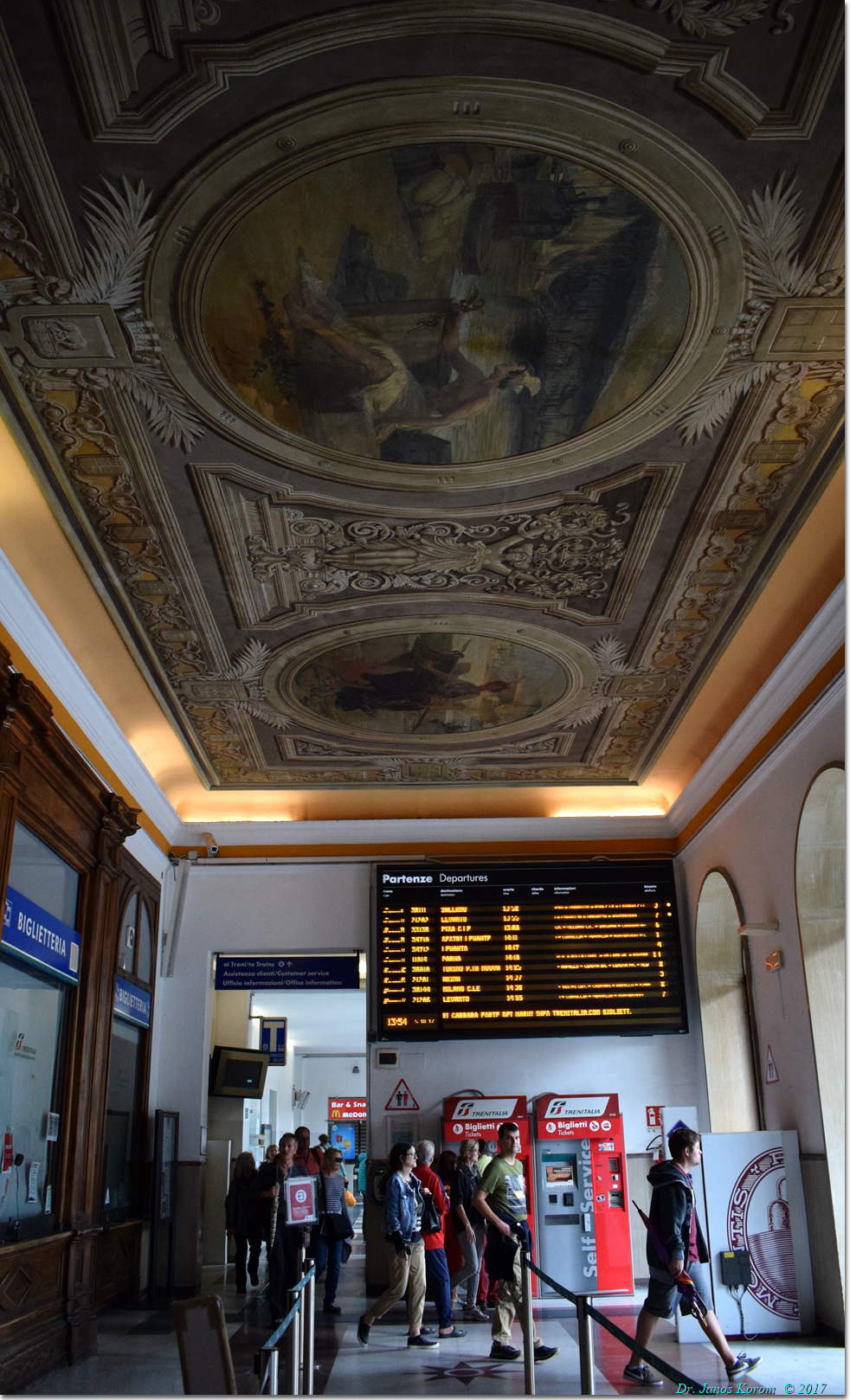
Veduta interna della biglietteria

## Movimento

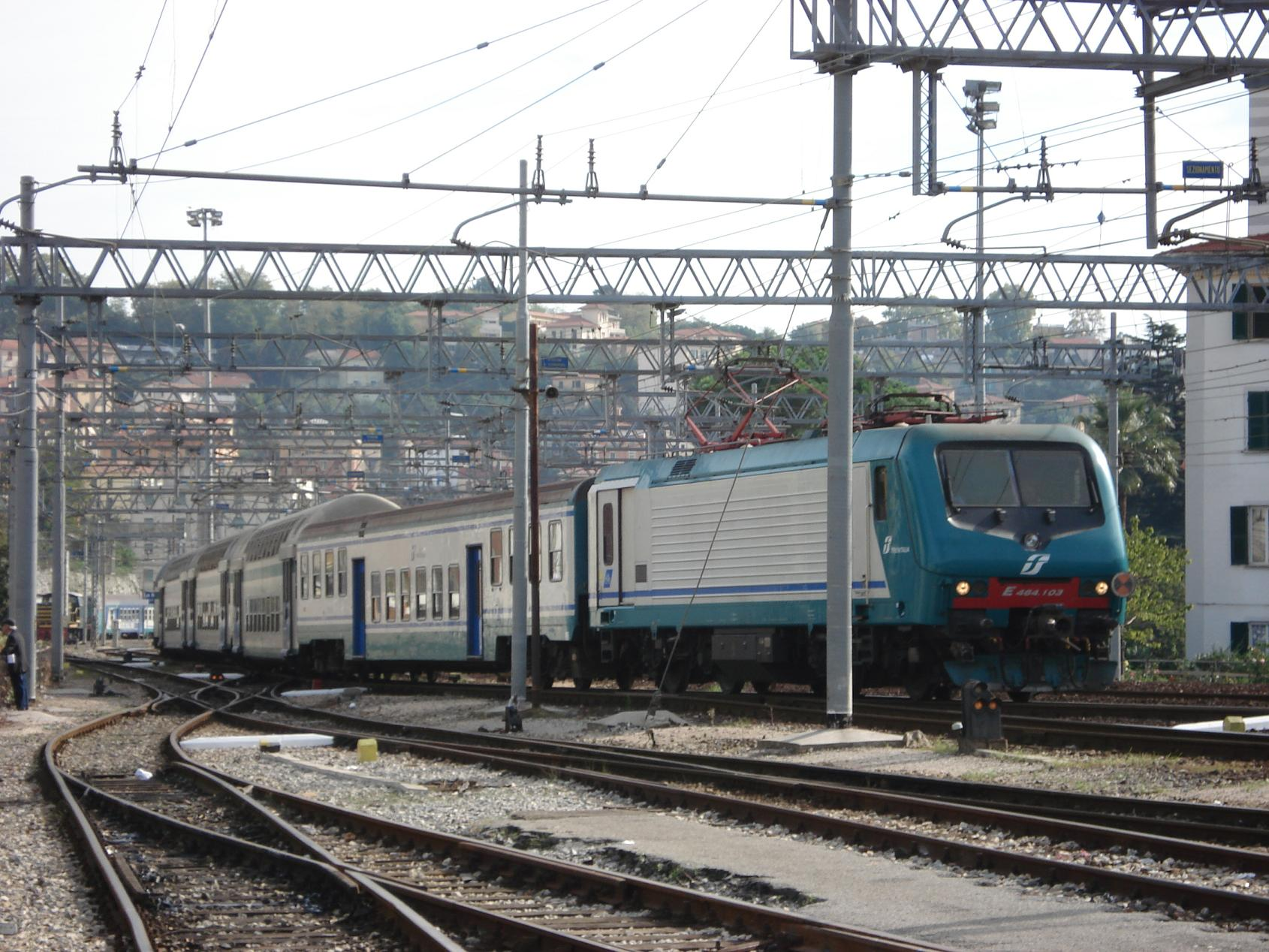
Treno regionale appena partito dalla Spezia, in direzione Genova

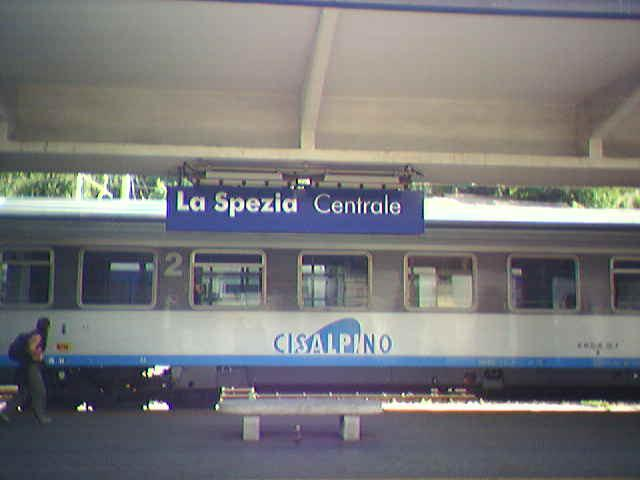
Treno "Cisalpino" in partenza per Zurigo

La stazione è servita dalle relazioni regionali Trenitalia, svolte nell'ambito dei contratti di servizio stipulati con la Regione Liguria e con la Regione Toscana (questi ultimi denominati anche Memorario), e da collegamenti regionali stagionali da e per Milano e Arezzo. Nei fine settimana a partire da inizio aprile 2023, e per tutta la stagione estiva, è anche capolinea di una relazione regionale Trenord gestita dalla Regione Lombardia.
Da aprile a novembre la stazione è capolinea del 5 Terre Express, servizio cadenzato ogni 30' tra La Spezia e Levanto.
Effettuano inoltre fermata servizi a lunga percorrenza delle relazioni InterCity, Intercity Notte, Frecciabianca e Frecciargento, anch'essi effettuati da Trenitalia.
In passato l'impianto è stato interessato anche da relazioni a lunga percorrenza effettuate dalle società Cisalpino (da e per la Svizzera) e Arenaways (nazionali), in seguito fallite.
La stazione aveva al 2007 un traffico passeggeri giornaliero di 6 186 unità ed un flusso annuo (mercato captive) di sei milioni di viaggiatori nel 2010. Nel 2019, invece, i passeggeri sono stati quasi nove milioni.
La stazione è capolinea della relazione notturna Euronight La Spezia - Genova - Milano - Tarvisio - Vienna/Monaco, effettuata da ÖBB.

## Servizi
La stazione, classificata da RFI nella categoria gold, dispone dei seguenti servizi:
- Biglietteria a sportello
- Biglietteria automatica
- Sala d'attesa
- Deposito bagagli con personale
- Servizi igienici
- Polfer
- Ufficio informazioni turistiche
- Bar
- Ristorante

## Interscambi
La stazione permette i seguenti interscambi:
- Stazione taxi
- Fermata autobus
- Fermata filobus (Via Fiume FS, linea 3)